# Danh sách loài của Aldama

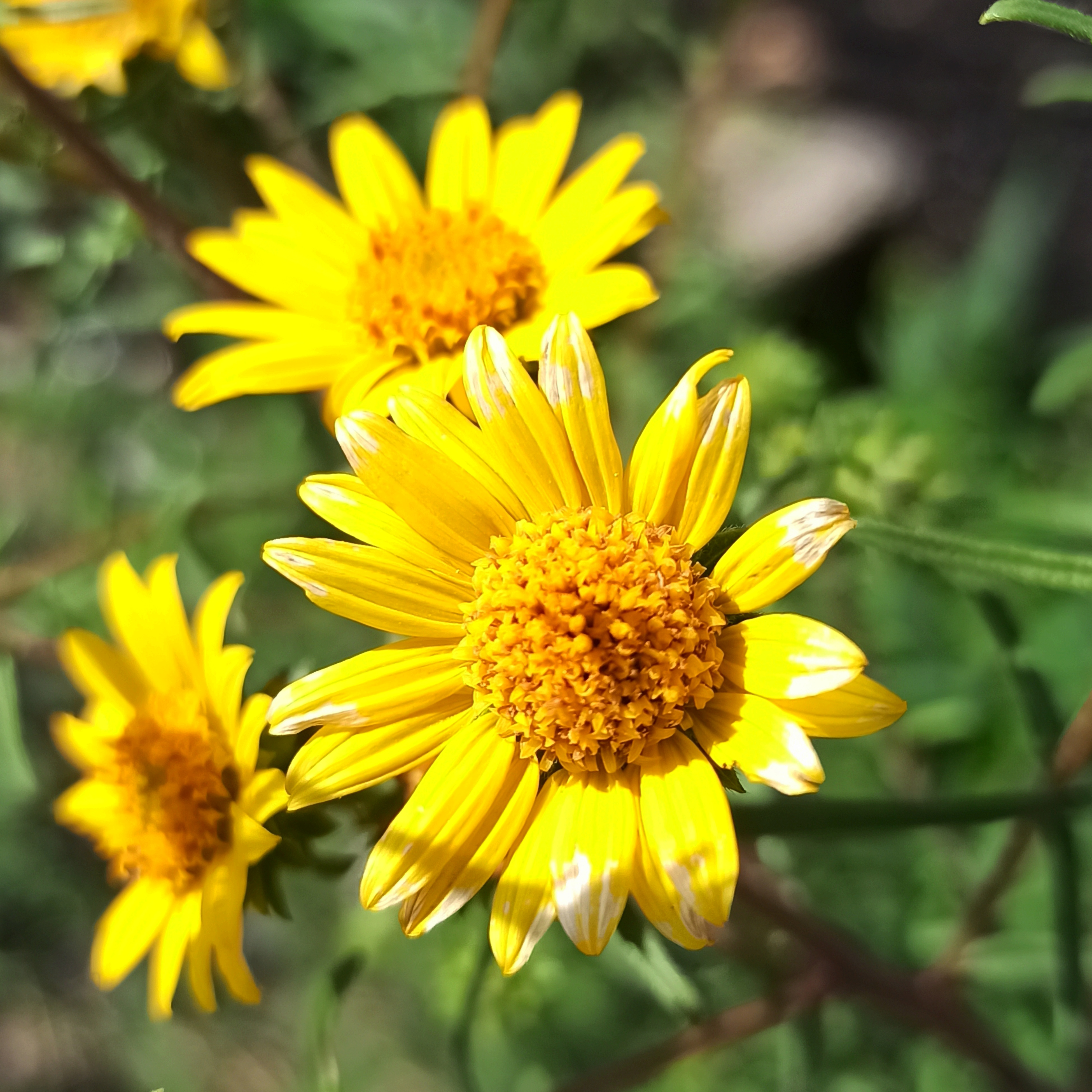
Aldama linearis ở Guanajuato, México.

Đây là danh sách loài thuộc chi Aldama. Nhiều loài trước đây được xếp vào chi Viguiera (phân tông Helianthinae) đã được xếp vào chi này theo một phân tích ADN năm 2011.
Tính đến  ngày 10 tháng 10 năm 2023,  Plants of the World Online liệt kê 118 loài, còn World Flora Online liệt kê khoảng 115 loài.

## A
- Aldama adenotricha (S.F.Blake) E.E.Schill. & Panero
- Aldama amphichlora (S.F.Blake) E.E.Schill. & Panero
- Aldama anchusifolia (DC.) E.E.Schill. & Panero
- Aldama angustifolia (Hook. & Arn.) E.E.Schill. & Panero
- Aldama angustissima (S.F.Blake) E.E.Schill. & Panero
- Aldama apiculata (S.F.Blake) E.E.Schill. & Panero
- Aldama arenaria (Baker) E.E.Schill. & Panero
- Aldama aspilioides (Baker) E.E.Schill. & Panero
- Aldama atacamensis (Phil.) E.E.Schill. & Panero
- Aldama australis (S.F.Blake) E.E.Schill. & Panero
- Aldama ayutlana (B.L.Turner) B.L.Turner

## B
- Aldama bakeriana (S.F.Blake) E.E.Schill. & Panero
- Aldama bishopii (H.Rob.) E.E.Schill. & Panero
- Aldama bracteata (Gardner) E.E.Schill. & Panero
- Aldama brandegeei (A.M.Carter) E.E.Schill. & Panero
- Aldama breviflosculosa (S.F.Blake) E.E.Schill. & Panero
- Aldama brittonii (Hochr.) E.E.Schill. & Panero
- Aldama buddlejiformis (DC.) E.E.Schill. & Panero

## C
- Aldama canescens (B.L.Rob.) E.E.Schill. & Panero
- Aldama congesta (Rose ex O.Hoffm.) E.E.Schill. & Panero
- Aldama coraniana (A.A.Sáenz) E.E.Schill. & Panero
- Aldama cordifolia (A.Gray) E.E.Schill. & Panero
- Aldama cornifolia (Kunth) E.E.Schill. & Panero
- Aldama corumbensis (Malme) Magenta & Pirani

## D
- Aldama densifolia (Baker) E.E.Schill. & Panero
- Aldama dentata La Llave
- Aldama dilloniorum (A.J.Moore & H.Rob.) E.E.Schill. & Panero
- Aldama discolor (Baker) E.E.Schill. & Panero

## E
- Aldama ellenbergii (Cuatrec.) E.E.Schill. & Panero
- Aldama emaciata (H.Rob. & A.J.Moore) E.E.Schill. & Panero
- Aldama ensifolia (Sch.Bip.) E.E.Schill. & Panero
- Aldama excelsa (Willd.) E.E.Schill. & Panero

## F
- Aldama fabrisii (A.A.Sáenz) E.E.Schill. & Panero
- Aldama filifolia (Sch.Bip. ex Baker) E.E.Schill. & Panero
- Aldama flava (Hemsl.) E.E.Schill. & Panero
- Aldama fruticosa (Brandegee) E.E.Schill. & Panero
- Aldama fusiformis (S.F.Blake) E.E.Schill. & Panero

## G
- Aldama gardneri (Baker) E.E.Schill. & Panero

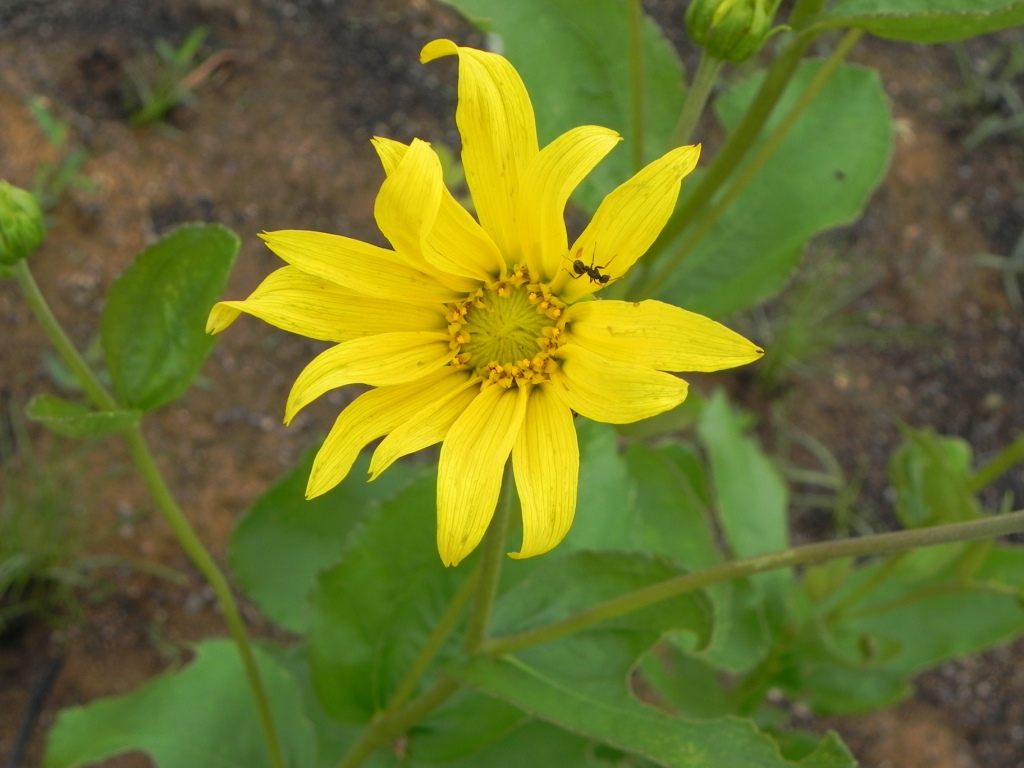
Aldama grandiflora ở Distrito Federal, Brasil.

- Aldama gentryi (B.L.Turner) E.E.Schill. & Panero
- Aldama ghiesbreghtii (Hemsl.) E.E.Schill. & Panero
- Aldama gilliesii (Hook. & Arn.) E.E.Schill. & Panero
- Aldama glomerata (Brandegee) E.E.Schill. & Panero
- Aldama goldmanii (Greenm.) E.E.Schill. & Panero
- Aldama goyasensis (H.Rob. & A.J.Moore) E.E.Schill. & Panero
- Aldama goyazii E.E.Schill. & Panero
- Aldama grahamii (McVaugh) E.E.Schill. & Panero
- Aldama grandiflora (Gardner) E.E.Schill. & Panero
- Aldama guaranitica (Chodat) E.E.Schill. & Panero

## H
- Aldama hatschbachii (H.Rob. & A.J.Moore) E.E.Schill. & Panero
- Aldama helianthoides (Rich.) E.E.Schill. & Panero
- Aldama hilairei (S.F.Blake) E.E.Schill. & Panero
- Aldama hispida (Kunth) E.E.Schill. & Panero
- Aldama huajicoria (B.L.Turner) B.L.Turner
- Aldama hypochlora (S.F.Blake) E.E.Schill. & Panero
- Aldama hypoleuca (S.F.Blake) E.E.Schill. & Panero

## I
- Aldama iltisii (B.L.Turner) B.L.Turner
- Aldama incana (Pers.) E.E.Schill. & Panero

## K
- Aldama kingii (H.Rob.) E.E.Schill. & Panero
- Aldama knobiana (Mondin & Magenta) E.E.Schill. & Panero
- Aldama kunthiana (Gardner) E.E.Schill. & Panero

## L
- Aldama lanceolata (Britton) E.E.Schill. & Panero
- Aldama latibracteata (Hemsl.) E.E.Schill. & Panero
- Aldama laxicymosa (H.Rob. & A.J.Moore) E.E.Schill. & Panero
- Aldama linearifolia (Chodat) E.E.Schill. & Panero
- Aldama linearis (Cav.) E.E.Schill. & Panero

## M
- Aldama macbridei (S.F.Blake) E.E.Schill. & Panero
- Aldama macropoda (S.F.Blake) E.E.Schill. & Panero
- Aldama macrorhiza (Baker) E.E.Schill. & Panero
- Aldama media (S.F.Blake) E.E.Schill. & Panero
- Aldama megapotamica (Malme) Magenta & Pirani
- Aldama meridionalis (Magenta) E.E.Schill. & Panero
- Aldama mesoamericana N.A.Harriman
- Aldama michoacana (B.L.Turner & F.G.Davies) E.E.Schill. & Panero
- Aldama misionensis (A.A.Sáenz) S.E.Freire
- Aldama mollis (Griseb.) E.E.Schill. & Panero
- Aldama montana (Rose) E.E.Schill. & Panero
- Aldama morelensis (S.F.Blake) E.E.Schill. & Panero

## N
- Aldama nervosa (Gardner) E.E.Schill. & Panero
- Aldama nesomii (B.L.Turner) E.E.Schill. & Panero
- Aldama nudibasillaris (S.F.Blake) E.E.Schill. & Panero
- Aldama nudicaulis (Baker) E.E.Schill. & Panero

## O
- Aldama oblongifolia (Gardner) E.E.Schill. & Panero

## P
- Aldama pachycephala (DC.) E.E.Schill. & Panero
- Aldama palmeri (A.Gray) E.E.Schill. & Panero
- Aldama paranensis (Malme) Magenta & Pirani
- Aldama parkinsonii (Hemsl.) E.E.Schill. & Panero
- Aldama perennans (B.L.Turner & F.G.Davies) E.E.Schill. & Panero
- Aldama peruviana (A.Gray) E.E.Schill. & Panero
- Aldama phenax (S.F.Blake) E.E.Schill. & Panero
- Aldama pilicaulis (S.F.Blake) E.E.Schill. & Panero
- Aldama pilosa (Baker) E.E.Schill. & Panero
- Aldama pringlei (B.L.Rob. & Greenm.) E.E.Schill. & Panero
- Aldama purisimae (Brandegee) E.E.Schill. & Panero

## R
- Aldama retroflexa (S.F.Blake) E.E.Schill. & Panero
- Aldama revoluta (Meyen) E.E.Schill. & Panero
- Aldama robusta (Gardner) E.E.Schill. & Panero
- Aldama rojasii (S.F.Blake) E.E.Schill. & Panero
- Aldama rubra (Magenta & Pirani) E.E.Schill. & Panero

## S
- Aldama salicifolia (Hassl.) E.E.Schill. & Panero
- Aldama santacatarinensis (H.Rob. & A.J.Moore) E.E.Schill. & Panero
- Aldama seemannii (Sch.Bip.) E.E.Schill. & Panero
- Aldama sodiroi (Hieron.) E.E.Schill. & Panero
- Aldama speciosa (Hassl.) E.E.Schill. & Panero
- Aldama squalida (S.Moore) E.E.Schill. & Panero
- Aldama squarrosa (Sch.Bip.) E.E.Schill. & Panero
- Aldama subcanescens (S.F.Blake) E.E.Schill. & Panero
- Aldama subdentata (S.F.Blake) E.E.Schill. & Panero
- Aldama subtruncata (H.Rob. & A.J.Moore) E.E.Schill. & Panero

## T
- Aldama tenuifolia (Gardner) E.E.Schill. & Panero
- Aldama torresii (B.L.Turner) E.E.Schill. & Panero
- Aldama trichophylla (Dusén) Magenta
- Aldama truxillensis (Kunth) E.E.Schill. & Panero
- Aldama tuberculata (S.F.Blake) E.E.Schill. & Panero
- Aldama tuberosa (Griseb.) E.E.Schill. & Panero
- Aldama tukumanensis (Hook. & Arn.) E.E.Schill. & Panero

## V
- Aldama veredensis (Magenta & Pirani) E.E.Schill. & Panero
- Aldama vernonioides (Baker) E.E.Schill. & Panero

## W
- Aldama weddellii (Sch.Bip. ex S.F.Blake) E.E.Schill. & Panero